# Pheneps auariensis
Pheneps auariensis is een keversoort uit de familie keikevers (Psephenidae). De wetenschappelijke naam van de soort werd in 2001 gepubliceerd door Fernandez, Fonseca & Spangler.